# محمود عنایت
سیدمحمود عنایت (زاده ۸ شهریور ۱۳۱۱، تهران – درگذشت ۲۸ دی ۱۳۹۱، آمریکا) فعال سیاسی و روزنامه‌نگار ایرانی و برادر همزاد حمید عنایت بود. وی دارای مدرک دکترای دندان‌پزشکی از دانشگاه تهران بود، ولی از جوانی به فعالیت مطبوعاتی روی آورد. در جوانی از هواداران حزب ایران بود، در دوران قبل از انقلاب مسئول تهیهٔ برنامه‌ای رادیویی به نام پنج و سه دقیقه بود که بعدها به همه روز، همین ساعت، همین‌جا تغییر نام داد. این برنامه انتقاداتی را به حکومت وارد می‌کرد و برنامه‌ای پرطرف‌دار بود.
به گفتهٔ عنایت، او فعالیت مطبوعاتی خود را در تابستان ۱۳۳۰ از کوچهٔ خدابنده‌لو شروع کرد. کوچهٔ خدابنده‌لو کوچه‌ای بود در خیابان ناصرخسرو، تقریباً مقابل وزارت دارایی. در انتهای این کوچه چاپخانه‌ای بود که روزنامهٔ شاهد به مدیریت بقایی در آن چاپ می‌شد، وی بعدها سردبیری نشریهٔ ایران‌آباد را بر عهده گرفت، و از اسفند ۱۳۳۴ سردبیری نشریهٔ فردوسی را نیز عهده‌دار شد. وی در این نشریه با افرادی چون ابراهیم گلستان، جلال مقدم، فروغ فرخزاد، مهدی اخوان ثالث، احمد شاملو که اکثراً از مخالفان شاه بودند، همکاری می‌کرد.
عنایت از سال ۱۳۴۴ امتیاز نشریهٔ نگین را نیز کسب کرد و از همان سال‌ها بیش‌تر به کاظم شریعت‌مداری نزدیک شد. در دوران نخست‌وزیری شاپور بختیار به عنوان مشاور وی انتخاب شد.
عنایت در سال ۱۳۶۰ برای معالجه به اروپا و از آنجا به آمریکا مهاجرت کرد و در لس آنجلس ساکن شد. وی کوشید تا مجله نگین را به دیگر بار در آمریکا، به راه اندازد و بیش از بیست شماره از نگین را در آن کشور منتشر نمود ولی بیش از آن در این کار موفق نبود و فعالیت او متوقف شد.

## درگذشت
محمود عنایت در ۲۸ دی ماه ۱۳۹۱ در سن ۸۰ سالگی در آمریکا درگذشت.